# Donald C. Arthur

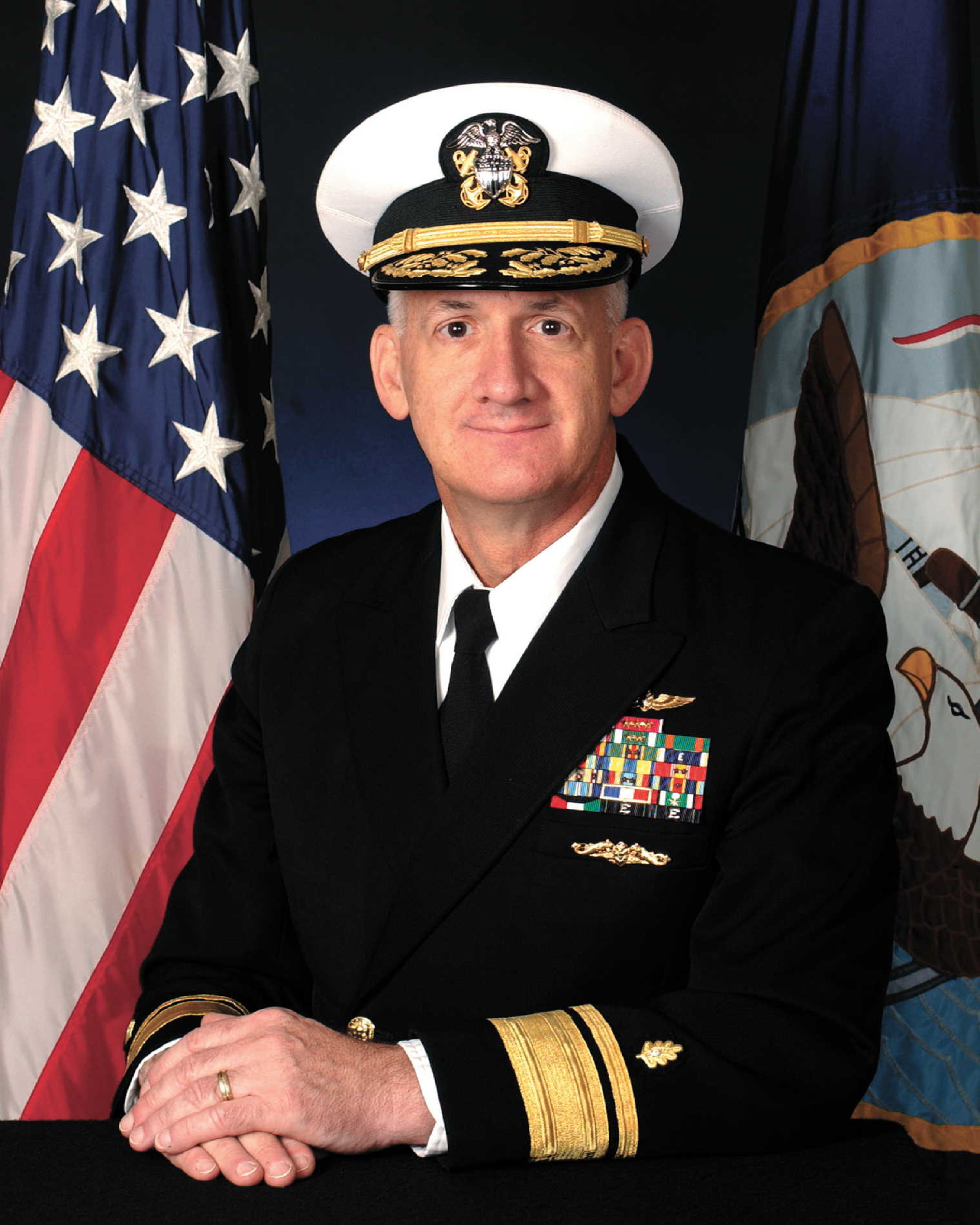
Konteradmiral Donald C. Arthur (2004)

Donald Caldwell Arthur ist ein ehemaliger Arzt und Vizeadmiral der US Navy, der zuletzt zwischen 2004 und 2007 als Surgeon General of the United States Navy Leiter des Bureau of Medicine and Surgery (BUMED) sowie Kommandeur des Medical Corps (United States Navy) war.

## Leben
Arthur trat 1974 in die US Navy ein und schloss sein Studium der Medizin am College of Medicine and Dentistry of New Jersey mit einem Doktor der Medizin (M.D.) ab. Nach einer zwischenzeitlichen Verwendung als Chirurg vollendete er seine marineärztliche Ausbildung in Flug- und Raumfahrtmedizin sowie U-Boot-Medizin. In der Folgezeit nahm er als Offizier an Fortbildungen für Kriegsmedizin, Tauchmedizin, Bedienung von Dekompressionskammern, Radiologie, als Fallschirmjäger und Sprungtrainer von Luftlandeeinheiten des US Navy und des US Marine Corps sowie als Besatzung von U-Booten teil.
Zu Beginn seiner militärischen Tätigkeit war Arthur, der sich auch mit Forschungen zum Sättigungstauchen und Tieftemperaturphysik befasste, als Flugmediziner und Tauchmedizinischer Offizier auf den Philippinen und anschließend als Leitender Schiffsarzt auf dem Flugzeugträger Kitty Hawk (CV-63) tätig, ehe er nach einer weiteren Fortbildung in Notfallmedizin Leiter der notfallmedizinischen Abteilung am Marinemedizinischen Zentrum (Naval Medical Center) in San Diego war. Danach war er Leiter der Abteilung für Spezialprodukte am Flugmedizinischen Institut der Marine (Naval Aerospace Medical Institute) und nahm im 2. Sanitätsbataillon des USMC 1990 am Zweiten Golfkrieg, den beiden Operationen Desert Shield und Desert Storm teil, ehe er Direktor der Medizinischen Programme in den Marine Barracks Washington war, dem Hauptquartier des USMC in Washington, D.C. Anschließend war er stellvertretender Kommandant des Naval Medical Center in San Diego sowie danach Kommandant (Commanding Officer) des Marinekrankenhauses (Naval Hospital) in der Marine Corps Base Camp Lejeune.
1998 kehrte Arthur nach Washington, D.C., zum Marineamt für Medizin und Chirurgie BUMED (Navy Bureau of Medicine and Surgery)zurück, und wurde dort zunächst Assistierender Direktor für Gesundheitsmaßnahmen, dann stellvertretender Admiralarzt der US Navy (Deputy Surgeon General of the US Navy) sowie Leiter des Sanitätskorps der Marine (US Navy Medical Corps), ehe er 2002 Kommandant des National Naval Medical Center in Bethesda wurde. Während dieser Zeit nahm er auch an einer Fortbildung für Notfall- und Präventivmedizin in der Luft- und Raumfahrt teil und erhielt 2002 den Führungskräftepreis des American College of Healthcare Executives sowie der Association of Military Surgeons of the U.S.
2004 wurde Vizeadmiral Arthur Nachfolger von Michael L. Cowan als Surgeon General of the US Navy und war als solcher bis zu seiner Ablösung durch Adam M. Robinson, Jr. 2007 auch Leiter des Bureau of Medicine and Surgery (BUMED) sowie Kommandeur der Navy Medicine.
Er ist Fellow und ehemaliger Präsident der Aerospace Medical Association (AsMA) und war 2005 auch Präsident der Association of Military Surgeons of the U.S.
Für seine rund vierzigjährigen militärischen Verdienste wurde Willard mehrfach ausgezeichnet und erhielt unter anderem die Legion of Merit, Meritorious Service Medal, Navy Achievement Medal, Navy Commendation Medal sowie die Navy Distinguished Service Medal.